# Hans Carl Federath

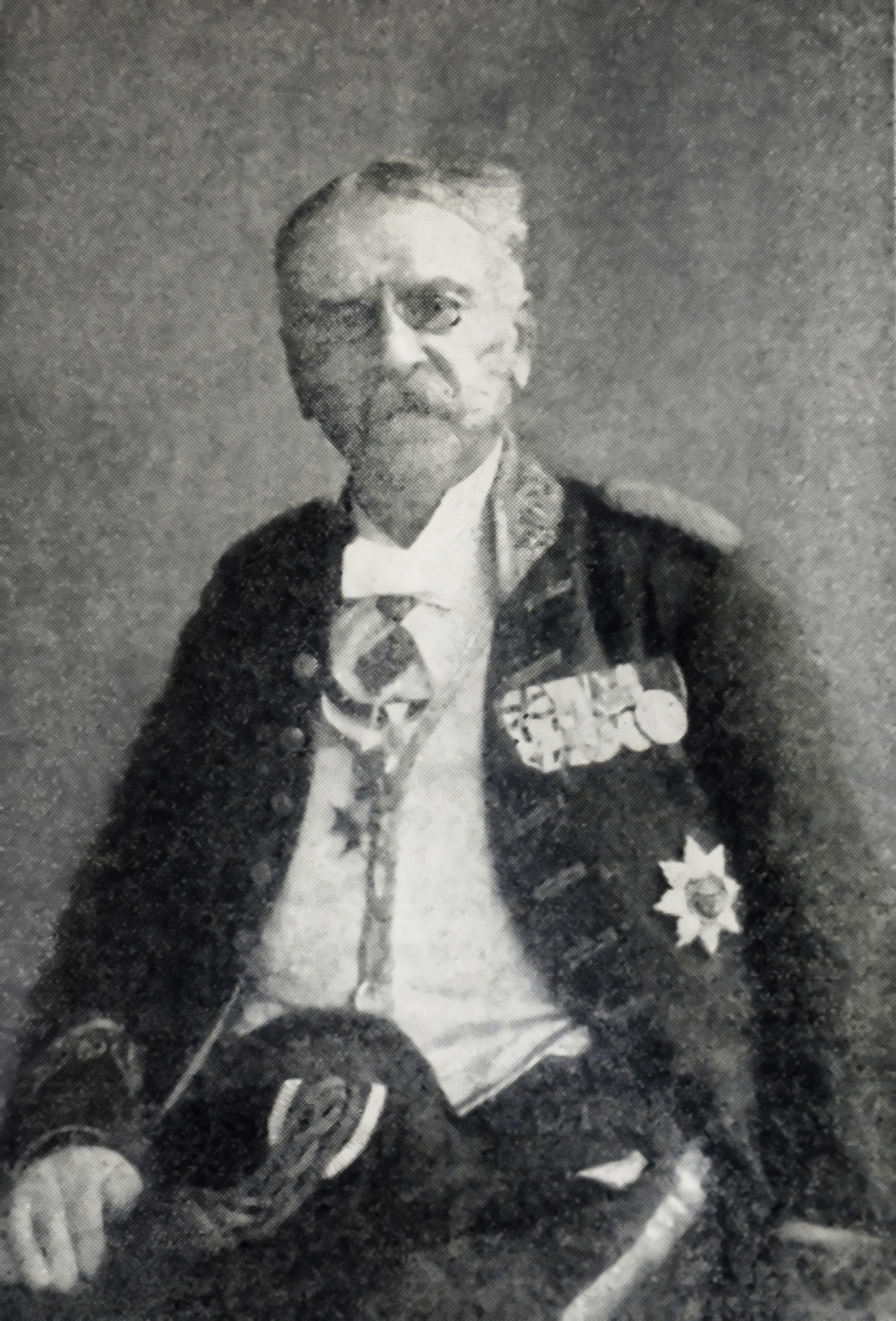
Hans Carl Federath

Hans Carl Federath (* 27. Oktober 1848 in Culm, heute Chełmno; † 11. April 1914 in Chiemsee) war preußischer Landrat und Besitzer mehrerer Eisenhütten.
Sein Vater war Lehrer an der höheren Bürgerschule in Culm. Er studierte in Berlin zunächst Medizin und wechselte bald zu den Rechts- und Staatswissenschaften. Einen Teil des Studiums absolvierte er in Breslau (1868 und 1871), Tübingen (1869), Leipzig (15. Dezember 1869) und Greifswald (1870/71). Während seines Studiums war er Mitglied in der Burschenschaft Germania Berlin (1867), Burschenschaft Arminia Breslau (1868) und der Leipziger Burschenschaft Dresdensia (1. Dezember 1869). Anschließend durchlief er den üblichen juristischen Vorbereitungsdienst und wurde 1883 zum Dr. jur. promoviert.
Während des Deutsch-Französischen Krieges war er Freiwilliger. Im Jahr 1873 wurde er mit der Verwaltung des Amtes Rüdesheim und kurze Zeit später des Oberamtes Gammertingen in den Hohenzollerischen Landen im Süden Deutschlands beauftragt. Am Ende des Jahres wurde Federath mit der Verwaltung des Kreises Wehlau beauftragt. Die notwendige Prüfung legte er 1875 ab. Daraufhin folgte die Ernennung zum Landrat.
Auf eigenen Wunsch aus gesundheitlichen Gründen wurde er 1878 Landrat des Kreises Brilon. Im Jahr 1891 heiratete er die Witwe Ida Kropff geb. Brüning. Diese war Erbin der Gewerken- und Unternehmerfamilie Kropff. Zu den Besitzungen, die sie in die Ehe einbrachte, gehörten unter anderem die Olsberger Hütte und die Hütte in Altenbeken. Federath ließ das alte Kropff’sche Haus in Olsberg um eine repräsentative Villa im historistischen Stil erweitern.
Im Jahr 1900 ließ sich Federath pensionieren. Im selben Jahr wurde er Ehrenbürger von Brilon.
Federath war unter anderem Mitglied des Briloner Kreistages, des westfälischen Provinziallandtages sowie stellvertretendes Mitglied des Provinziallandtages. Des Weiteren gehörte er dem Westfälischen Altertumsverein an und war Direktor des landwirtschaftlichen Kreisvereins Brilon. Er war außerdem der erste Vorsitzende der Josefs-Gesellschaft e. V.